# Reakcja serologiczna
Reakcja serologiczna, odczyn serologiczny – reakcja polegająca na łączeniu się przeciwciał i antygenów. Zjawisko wykorzystuje się w diagnostyce do rozpoznawania antygenów albo przeciwciał. Ma to istotne znaczenie przy rozpoznawaniu i zwalczaniu chorób zakaźnych.